# Paris Fashion Week
Paris Fashion Week é uma semana de moda famosa realizada semestralmente, em Paris, França, com coleções de Primavera/Verão e Outono/Inverno.
As datas são determinadas pela Federação Francesa de Moda. Atualmente, a Semana de Moda é realizada no Carrousel du Louvre.
A Paris Fashion Week, faz parte dos "Big 4" (quatro maiores) entre as semanas de moda internacionais, sendo os outros: Londres Fashion Week, Milão Fashion Week e New York Fashion Week. A programação começa com Nova York, seguido por Londres, Milão e finalizando os acontecimentos em Paris.